# Cyphocharax gouldingi
Cyphocharax gouldingi és una espècie de peix de la família dels curimàtids i de l'ordre dels caraciformes.

## Morfologia
- Els mascles poden assolir 8,7 cm de llargària total.[4]

## Hàbitat
Viu en zones de clima tropical.

## Distribució geogràfica
Es troba a Sud-amèrica: conques dels rius Capim, Tocantins i Xingu a Pará (Brasil), rius d'Amapá (Brasil) i riu Yasuni (est de l'Equador).